# Umak
Umak ili sos je naziv za posebno pripremljen i začinjen tekući ili kremasti dodatak jelu. Sosevi se ne konzumiraju sami za sebe, već se dodaju drugim jelima, kako bi se promenio ili obogatio ukus, sočnost i sam izgled jela (kontrast, tekstura i boja) u koje se dodaju. Najstariji zapisi o pripremi soseva potiču iz antičke Grčke i Kine iz 3. veka p. n. e.
Iako su sosevi uglavnom tekući, pojedine vrste sadrže više krutog nego tekućeg, odnosno pojavljuju se u kremastom obliku. Sosevi su neophodno obeležje gastronomskih tradicija svih naroda te se pojavljuju u svim kuhinjama sveta.
Najpoznatiji i najrašireniji sos je majonez, hladni sos napravljen od žumanca jajeta i ulja. Uz isti je jako raširena konzumacija kečapa, sosa od paradajza, koji se uglavnom konzumira zajedno s picom, testeninom i brzom hranom. Majonez i kečap česti su sastojci sendviča.

## Kuhinje

### Britanska kuhinja
U tradicionalnoj britanskoj kuhinji, podlivka je sos koji se koristi na večeri s pečenjem. To je jedini preživeli od srednjovekovnih sosova zgusnutih hlebom, hlebni sos je jedan od najstarijih sosova u britanskoj kuhinji. Na mesu se koriste sos od jabuke, sos od nane i sos od rena (obično na svinjetini, jagnjetini i govedini). Mogu se koristiti i žele od crvene ribizle, žele od nane i beli sos. Krem za salatu se ponekad koristi za salate. Kečap i smeđi sos se koriste na jelima brze hrane. Jaki engleski senf se takođe koristi u raznim namirnicama, kao i vusterširski sos. Krema je popularan sos za desert. Ostali popularni sosevi uključuju sos od pečuraka, sos od mari ruže (koji se koristi u koktelu od škampa), viski sos (za serviranje sa hagisom), Albertov sos (sos od hrena za poboljšanje ukusa dinstane govedine) i sos od čedara (koji se koristi u karfiolu ili makaronima i sir). U savremenoj britanskoj kuhinji, zahvaljujući širokoj raznolikosti današnjeg britanskog društva, postoji i mnogo soseva koji su britanskog porekla ali su zasnovani na kuhinji drugih zemalja, posebno bivših kolonija kao što je Indija.

### Kavkaska kuhinja
- Adžika je ljuti vrući sos poreklom iz Abhazije, koji se široko koristi u gruzijskoj kuhinji, a nalazi se i u delovima Rusije, Jermenije i Gruzije.
- Šipov (sos) je tradicionalni sos čerkeške kuhinje, koji se pravi na bazi mesne čorbe sa tučenim belim lukom, biberom i kiselim mlekom ili kajmakom.[4]
- Tkemali je kiselkast i ukusan tradicionalni gruzijski sos od višanja u kombinaciji sa raznim začinima, uključujući beli luk, buhaču, korijander, mirođiju i ljutu papriku.

### Francuska kuhinja
Sosovi u francuskoj kuhinji datiraju iz srednjeg veka. Na kulinarskom repertoaru bilo je više stotina sosova. U klasičnoj kuhinji (otprilike od kraja 19. veka do pojave nove kuhinje 1980-ih), sosovi su bili glavna definitivna karakteristika francuske kuhinje.
Početkom 19. veka, kuvar Mari Antuan Karem napravio je opsežnu listu sosova, od kojih su mnogi bili originalni recepti. Nije poznato za koliko je sosova Karem odgovoran, ali se procenjuje da ih ima na stotine. Većina njih je navedena u Karemovom referentnom kuvaru „Umetnost francuske kuhinje u 19. veku“ (francuski naslov: „L'art de la cuisine française au XIXe siècle“).
Karem je smatrao da su četiri velika sosa španski, baršunasti, nemački i bešamel, od kojih se može napraviti veliki izbor malih sosova.
Početkom 20. veka, kuvar Ogist Eskofije je rafinirao Karemovu listu osnovnih sosova u svom klasičnom delom Le Guide culinaire, koje je u poslednjem 4. izdanju objavljenom 1921. godine, novodilo fundamentalne ili osnovne sosove kao španski, baršunasti, bešamel i paradajz. Nemački sos, koji se pominje kao preparat baršunastog napravljen od žumanca, zamenjen je sosom od paradajza. Još jedan osnovni sos koji se pominje u Le Guide culinaire je sos majonez, za koji je Eskofije napisao da je majčinski sos sličan španskom i baršunastom sosu zbog broja izvedenih sosova koji se mogu napraviti.
U Vodiču za moderno kuvanje, engleskom skraćenom prevodu Eskofierovog izdanja Le Guide culinaire iz 1903. godine, holandski sos je uvršten na listu osnovnih sosova, što je dovelo do liste koja je identična listi pet osnovnih „francuskih sosova”, što je potvrđeno iz različitih izvora:
- Španski sos, ojačani sos od smeđeg telećeg sosa, zgusnut braon zaprškom
- Baršunasti sos, lagani fundamentalni sos, zgusnut zaprškom ili zgušnjivačem, mešavinom žumanaca i krema.
- Bešamel sos, sos na bazi mleka, zgusnut sa zaprškom od brašna i putera.
- Paradajz sos, sos na bazi paradajza.
- Holandski sos, emulzija putera i limuna (ili sirćeta), koristeći žumance kao emulgator.

Sos koji se dobija iz jednog od matičnih sosova dodavanjem dodatnih sastojaka ponekad se naziva „sos-ćerka“ ili „sekundarni sos“. Većina sosova koji se obično koriste u klasičnoj kuhinji su takvi sosovi. Na primer, bešamel se može pretvoriti u mornaj dodatkom rendanog sira, a španski postaje bordez uz dodatak crnog vina, šalota i goveđe koštane srži.

### Bliskoistočna kuhinja
- Fesenjan je tradicionalni iranski sos od nara i oraha koji se služi preko mesa i/ili povrća koji se tradicionalno služio za Jaldu ili kraj zime i ceremoniju Novruza.[16][17][18]
- Hamas je tradicionalni bliskoistočni sos ili umak. Poreklom je iz Egipta, ali se smatra tradicionalnom hranom mnogih arapskih zemalja kao što su Sirija i Palestina. Pravi se od leblebija i tahine (susamove paste) i belog luka sa maslinovim uljem, solju i limunovim sokom.

## Literatura
- Peterson, James (1998). Sauces. John Wiley & Sons. ISBN 0-471-29275-3.
- Sokolov, Raymond (1976). The Saucier's Apprentice. Knopf. ISBN 0-394-48920-9.
- McGee, Harold (1984). On Food and Cooking. Macmillan. ISBN 0-02-034621-2.
- McGee, Harold (1990). The Curious Cook. Macmillan. ISBN 0-86547-452-4.
- Corriher, Shirley (1997). „Ch. 4: sauce sense”. Cookwise, the Hows and Whys of Successful Cooking (1st изд.). New York: William Morrow & Company, Inc. ISBN 0688102298.
- Murdoch (2004) Essential Seafood Cookbook Seafood sauces, p. 128–143. Murdoch Books.  9781740454124
- Carême, M Antonin; Fayot, Charles Frédéric Alfred; Plumery, Armand (1833). L'art de la cuisine française au dix-neuviême siêcle : traité élémentaire et pratique ... [The art of French cuisine in the nineteenth century: an elementary and practical treatise...] (на језику: француски). Paris : L'auteur [etc.]
- Lundberg, Donald E. (1965). Understand Cooking. Pennsylvania State University.
- Allen, Gary (2019). Sauces Reconsidered: Après Escoffier. Rowman & Littlefield. ISBN 9781538115138.
- Ruhlman, Michael (2007). The Elements of Cooking: Translating the Chef's Craft for Every Kitchen. Simon and Schuster. стр. 171. ISBN 9781439172520.
- „Do You Know Your French Mother Sauces?”. Thekitchn.com (на језику: енглески). Архивирано из оригинала 2020-11-12. г. Приступљено 2020-12-08.
- Escoffier, Auguste (1907). A guide to modern cookery. W. Heinemann.
- Escoffier, Auguste (1912). Le Guide Culinaire: aide-mémoire de cuisine pratique (3e édition) [The Culinary Guide: practical kitchen cheat sheet (3rd edition)]. Gallica (на језику: француски). Архивирано из оригинала 2020-10-21. г. Приступљено 2020-12-08.
- „Les Fantaisies du Rocher de Cancale” [The Fancies of Cancale]. Gallica (на језику: француски). Revue de Paris. мај 1844. стр. 380. Архивирано из оригинала 2019-10-25. г. Приступљено 2020-12-08.
- Gouffé, Jules (1867). Le livre de cuisine: comprenant la cuisine de ménage et la grande cuisine [The Cookbook Including Grand And Domestic Cooking]. Gallica (на језику: француски). Архивирано из оригинала 2020-10-27. г. Приступљено 2020-12-08.
- Peterson, James (2017). Sauces: Classical and Contemporary Sauce Making, Fourth Edition. Houghton Mifflin Harcourt. стр. 17. ISBN 9780544819832.
- „Mother and Daughter: the Extended Family of Sauces”. www.finedininglovers.com (на језику: енглески). Архивирано из оригинала 2020-10-24. г. Приступљено 2020-12-08.
- „Les sauces mères et leurs dérivés” [The mother sauces and their derivatives] (PDF). Académie de Rouen (на језику: француски). Архивирано (PDF) из оригинала 2020-12-12. г. Приступљено 2020-12-08.

## Spoljašnje veze
Mediji vezani za članak Umak na Vikimedijinoj ostavi

- "Sauce" entry at Encyclopædia Britannica